# Dany Rosero
Daniel Alejandro Rosero Valencia (ur. 6 października 1993 w Bogocie) – kolumbijski piłkarz grający na pozycji środkowego obrońcy. W sezonie 2021 występuje w klubie Atlético Junior.

## Kariera seniorska

### Arsenal de Sarandí
Rosero został przeniesiony do pierwszej drużyny Arsenalu de Sarandí 1 lipca 2012 roku. Zadebiutował on dla tego klubu 11 kwietnia 2014 roku w meczu z Santosem Laguna (wyg. 3:0). Łącznie Kolumbijczyk w barwach Arsenalu de Sarandí wystąpił w 18 spotkaniach, nie zdobywając żadnej bramki.

### Patriotas Boyacá
Rosero trafił do Patriotas Boyacá 1 stycznia 2016 roku. Debiut dla tego klubu zaliczył on 19 lutego 2016 roku w meczu z Envigado FC (wyg. 2:1). Pierwszą bramkę piłkarz ten zdobył 15 maja 2016 roku w zremisowanym 2:2 spotkaniu przeciwko Atlético Nacional. Ostatecznie dla Patriotas Boyacá Kolumbijczyk rozegrał 37 meczów, strzelając 4 gole.

### Deportivo Cali
Rosero przeniósł się do Deportivo Cali 1 stycznia 2017 roku. Zadebiutował dla tego zespołu 13 marca 2017 roku w zremisowanym 0:0 spotkaniu przeciwko Independiente Santa Fe. Pierwszego gola zawodnik ten strzelił 12 sierpnia 2018 roku w meczu z Independiente Medellín (wyg. 3:2). Łącznie w barwach Deportivo Cali Kolumbijczyk wystąpił 100 razy, zdobywając 7 bramek.

### Atlético Junior
Rosero przeszedł do Atlético Junior 1 stycznia 2020 roku. Debiut dla tego zespołu zaliczył on 26 stycznia 2020 roku w meczu z CD La Equidad (wyg. 2:0). Pierwszą bramkę zawodnik ten zdobył 18 października 2020 roku w wygranym 0:2 spotkaniu przeciwko Deportivo Pereira. Do 14 czerwca 2021 roku Kolumbijczyk dla Atlético Junior rozegrał 46 meczów, strzelając 2 gole.

## Sukcesy
Sukcesy w karierze klubowej:
- Copa Argentina – 1x, z Arsenalem de Sarandí, sezon 2012/2013
- Cuadrangular Pereira – 1x, z Deportivo Cali, sezon 2018
- Superliga Colombiana – 1x, z Atlético Junior, sezon 2020
- Superpuchar Argentyny – 1x, z Arsenalem de Sarandí, sezon 2013/2014
- Puchar Kolumbii – 1x, z Deportivo Cali, sezon 2019